# Stonnington
Stonnington är en kommun (Local government area) i Australien. Den ligger i delstaten Victoria, nära delstatshuvudstaden Melbourne. Antalet invånare är 103 187.
Följande samhällen finns i Stonnington:
- Glen Iris
- Malvern East
- Toorak
- Windsor (delvis)
- Kooyong

Runt Stonnington är det i huvudsak tätbebyggt. Runt Stonnington är det mycket tätbefolkat, med 2 103 invånare per kvadratkilometer. Genomsnittlig årsnederbörd är 1 244 millimeter. Den regnigaste månaden är juli, med i genomsnitt 140 mm nederbörd, och den torraste är januari, med 49 mm nederbörd.